# Hug I de Nordgau
Hug I de Nordgau, mort el 940 fou comte a Nordgau, a l'Ortenau i a l'Aargau. Es qualifica igualment de comte de Hohenburg. Era fill d'Eberard III, comte al Nordgau i a l'Aargau, i de la seva dona, Adelinda.
Va succeir al seu pare el 910, augmentant els seus estats amb els comtats d'Eguisheim, de Hohenburg, i de Ferrette, aquest últim pel dret de la seva dona. Per mantenir-se en els drets sobre els béns i ingressos de l'abadia de Lure, de la qual el seu pare s'havia apoderat, es va veure obligat d'actuar contra els religiosos. Colpit d'una greu malaltia i tement per a la seva vida, Hug va prometre restablir l'abadia en tots els seus drets i privilegis si aconseguia curar-se. El seu vot satisfet, va fer, a tall de remissió, un instant de mortificació i d'humilitat envers l'església, acompanyat pels seus tres fills, a l'abadia. Hug va prendre llavors els hàbits, i va procedir a la reintegració dels religiosos.
Va morir al monestir el 940.

## Filiació
Es va casar amb Hildegarda de Ferrette, de la qual:
- Eberard IV de Nordgau, que va succeir al seu pare
- Hug, que va obtenir en el repartiment el comtat d'Eguisheim, i del qual la branca va agafar aquest nom distintiu
- Gontran el Ric (+ 970)[2][3] comte al Sundgau i a l'Aargau, tronc de la casa d'Habsburg (després Àustria).
- Adela, o Alix,(+ 961), casada a Renyer III d'Hainaut, del que va tenir a Renyer IV de Mons, i Lambert I de Lovaina.